# 한강 르네상스 프로젝트
한강 르네상스 프로젝트(Han River Renaissance Project, 한강 르네상스 계획)은 2006년부터 오세훈 서울특별시장이 주운 및 수변문화공간 조성과 자연성 회복, 접근성 향상, 문화기반 조성, 경관개선, 수상이용 활성화를 목표로 추진하는 디자인 서울 정책의 핵심 계획이다.

## 추진계획
자연성 회복, 접근성 향상, 문화기반 조성, 경관 개선, 수상 이용 활성화 등을 중심으로 추진되고 있다.
- 자연성 회복

인공호안 녹화, 여의도 샛강생태공원 조성, 암사동 한강둔치생태공원 복원, 강서 습지생태공원 확충, 지천 생태복원, 자연형 친수공간 조성, 한강 지천 합류부 생태 개선.
- 접근성 향상

한강연결보행녹도 조성, 한강교량 보행환경 개선, 한강접근도로 정비, 기존제방 지하통로 환경정비, 한강접근안내체계 정비, 셔틀버스 운행
- 문화기반 조성

세빛섬, 잠수교 보행전용공간 변경, 반포대교 달빛무지개분수 설치, 광진교의 걷고 싶은 다리 조성, 난지도하늘다리 설치, 절두산 성지 관광지 조성, 한강공원 특화사업(반포권역/여의도권역/뚝섬권역/난지권역/잠실권역/이촌권역/양화권역), 광나루자전거공원 조성
- 경관 개선

한강교량·한강공원 조명개선, 한강변 건축경관개선, 공원시설물 미관제고
- 수상 이용 활성화

경인 아라뱃길, 수상관광콜택시, 수상이용 및 지원시설의 관광자원화, 수상시설육성제도 정비

## 투자 수요
2006년부터 2010년까지 5년간 약 5,940억 원이 투자되고, 연도별로 2006년 40억 원, 2007년 720억 원, 2008년 1910억 원, 2009년 2870억 원, 2010년 700억 원이다. 2010년으로 1단계 계획은 마감이 된다.

## 같이 보기
- 오세훈
- 디자인 서울
- 세빛섬